# Борисово (Приозерский район)
Борисово (до 1948 года Нурмиярви, фин. Nurmijarvi) — деревня в Раздольевском сельском поселении Приозерского района Ленинградской области.

## Название
В переводе с финского топоним Нурмиярви означает «Луговое озеро».
Зимой 1948 года селению Нурмиярви было присвоено наименование Борисово с мотивировкой: «на территории посёлка находится могила павшего в бою воина Советской Армии Борисова». (В действительности старший сержант А. М. Борисов, 1917 года рождения, Герой Советского Союза, танкист, скончался от ран 5 августа 1941 года, похоронен в городе Кандалакша). Окончательно переименование было закреплено указом Президиума ВС РСФСР от 1 октября 1948 года.

## История

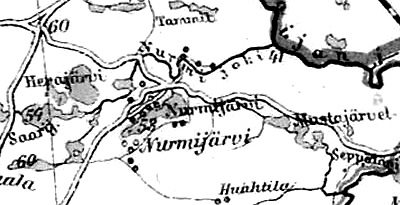
Деревня Нурмиярви на финской карте 1923 года

До 1940 года деревня Нурмиярви входила в состав волости Валкъярви Выборгской губернии Финляндской республики. 
По данным 1966, 1973 и 1990 годов деревня Борисово входила в состав Борисовского сельсовета, в состав которого входили пять населённых пунктов: деревни Бережок, Борисово, Крутая Гора, Кучерово, Раздолье, общей численностью населения 1311 человек. Административным центром сельсовета была деревня Раздолье.
В 1997 году в деревне Борисово Борисовской волости проживали 104 человека, в 2002 году — 123 человека (русские — 96 %), административным центром волости была деревня Раздолье.
В 2007 году в деревне Борисово Раздольевского СП проживали 85 человек, в 2010 году — 105 человек.

## География
Деревня расположена в южной части района на автодороге 41К-017 (Пески — Подгорье) в месте примыкания к ней автодороги 41К-159 (подъезд к дер. Ягодное).
Расстояние до административного центра поселения — 10 км.
Расстояние до ближайшей железнодорожной платформы Петяярви — 7 км. К востоку от деревни расположен ещё один остановочный пункт — платформа 78 км Приозерского направления Октябрьской железной дороги.
Деревня находится на северном берегу Борисовского и восточном берегу Карасинского озера. 

## Демография
| 2007 | 2010 | 2017 |
| ---- | ---- | ---- |
| 85   | ↗105 | →105 |

## Памятники
- Стела Герою Советского Союза А. М. Борисову[13].

## Фото

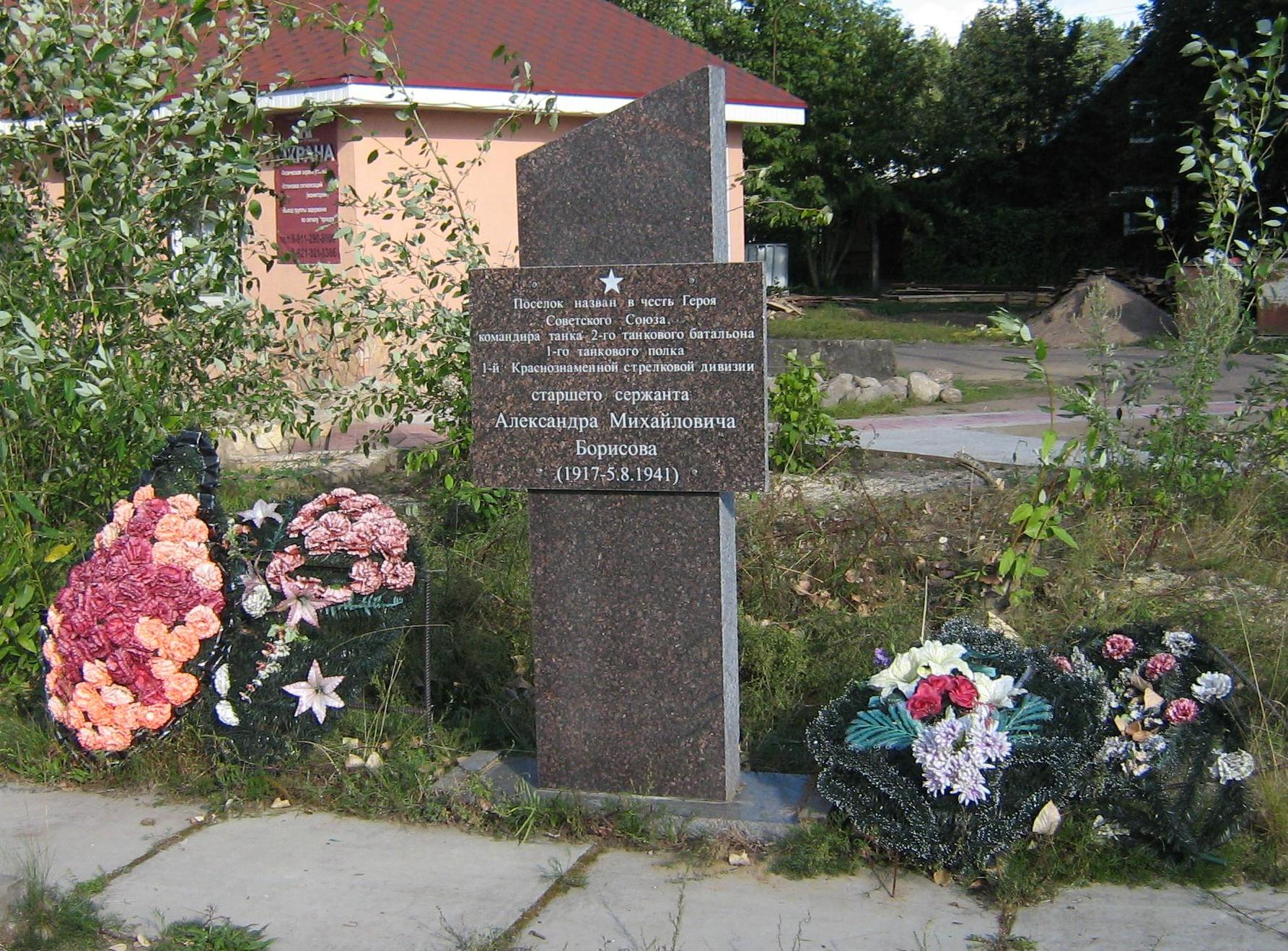
Памятник А. М. Борисову
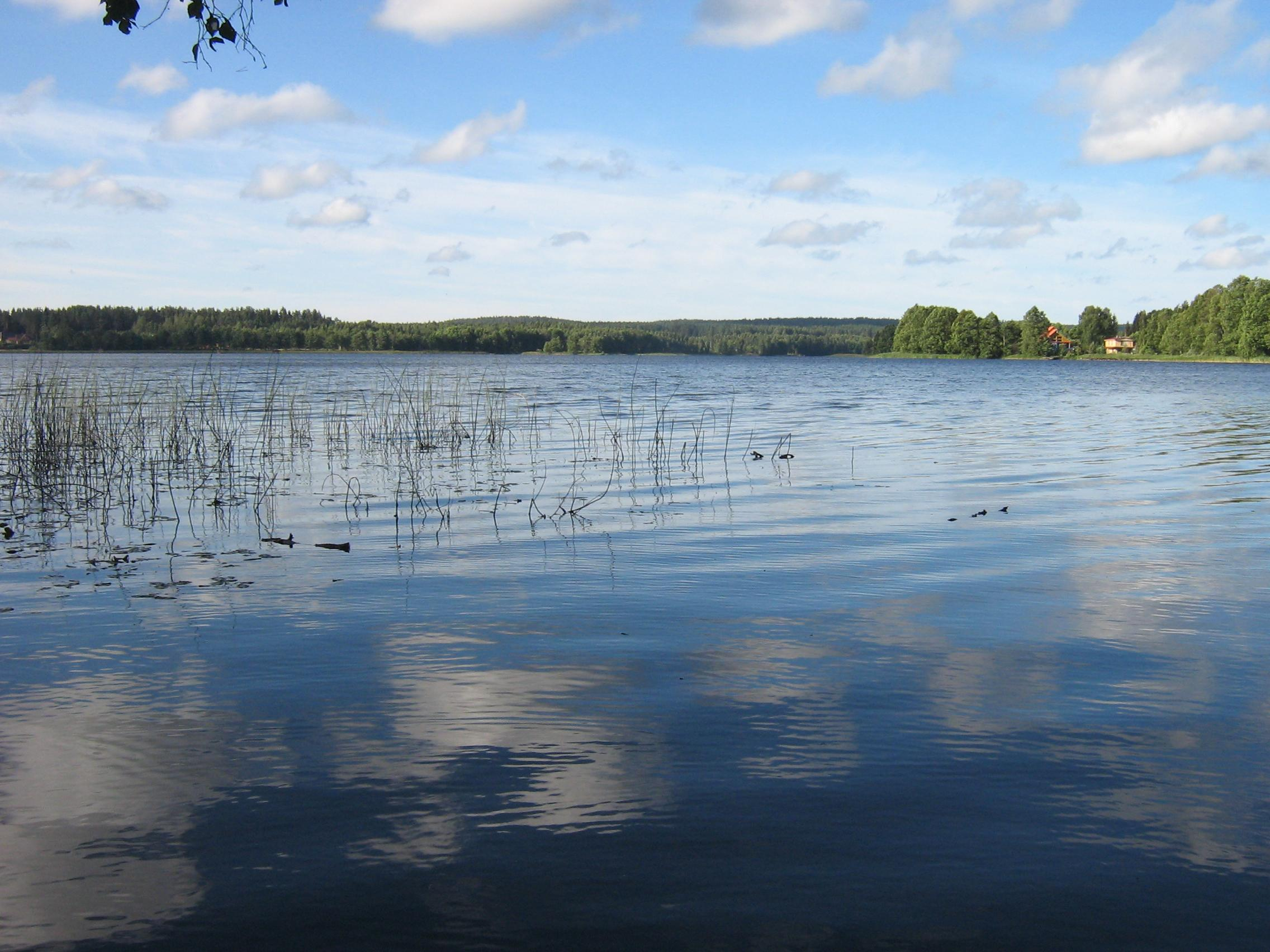
Борисовское озеро

## Улицы
Береговая, Дачная, Заозерная, Луговая, хутор Межевое, Механизаторов, Мичуринская, Озёрная, Полевая, Приозёрная, Речной переулок, хутор Труново, урочище Котово, Хвойная, Хуторская, Центральная, Шоссейная, Ягодная, хутор Яковлево.

## Садоводства
Журавли